# 10074 Van den Berghe
A 10074 Van den Berghe (ideiglenes jelöléssel (10074) 1989 GH4) a Naprendszer kisbolygóövében található aszteroida. Eric Walter Elst fedezte fel 1989. április 3-án.

## Kapcsolódó szócikk
- Kisbolygók listája (10001–10500)